# Охтинский центр эстетического воспитания
Государственное бюджетное образовательное учреждение дополнительного образования детей «Охтинский центр эстетического воспитания» — был основан в 1975 году. Проводит занятия по направлениям: музыка, театр, хореография, живопись. Учредитель нескольких детских и юношеских фестивалей и конкурсов, которые проходят на его площадке.

## История
История Охтинского Центра началась в 1975 году, в этом году по проекту Г. А. Васильева была построена на территории парка им. 50-летия Октября детская музыкальная школа № 26 для детей Красногвардейского района Ленинграда.
Позднее, к музыкальному образованию добавилось художественное и хореографическое, затем ещё несколько, и музыкальная школа была преобразована в «Охтинский Центр Эстетического Воспитания». На сегодняшний день в Охтинском центре функционирует 14 отделений, в том числе такое значимое направление, как работа с инвалидами по зрению. В 2010 году открыт эстрадно-джазовый филиал.
Сегодня здание центра украшают аллегорические скульптуры «Музыка» и «Театр». Эти скульптуры установлены на фасаде здания в 1987 г. (1982 ?) Скульптор Я. Я. Нейман, арх. Ф. А. Гепнер. Медь, выколотка. Высота 450 см. Статуя «Музыка» стоит на фоне органа, в поднятой вверх левой руке держит музыкальный инструмент сирингу. Статуя «Театр» установлена на фоне занавеса, с масками комедии и трагедии в руках.

## Специальности
1. Подготовительное отделение
2. Отдел духовых и ударных инструментов
3. Фортепианный отдел
4. Хоровой отдел
5. Хореографический отдел
6. Струнный отдел
7. Теоретическое отделение
8. Отдел баяна-аккордеона
9. Театральное отделение
10. Художественный отдел
11. Отдел общего курса фортепиано
12. Отдел струнно-щипковых инструментов
13. Эстрадно-джазовый филиал
14. Музыкальные классы для слепых и слабовидящих детей

## Расположение
1. 195253 СПб., Санкт-Петербург, ул. Тухачевского, 8, пр. Наставников 43/1

## Форма обучения
1. Одиннадцатилетняя план обучения
2. Детская школа искусств

## Конкурсы и фестивали
1. Фестиваль «Такие разные ансамбли»
2. Конкурс чтецов «Мое любимое стихотворение»
3. Фестиваль «Эстрадно-джазовая мозаика»[4]
4. Конкурс «Традиция и современность»
5. Региональный конкурс чтецов «Мое любимое стихотворение».